# Glavda jezici
Glavda jezici, malena podskupina čadskih jezika, uže skupine biu-mandara, koji se govore na području afričkih država Nigerija i Kamerun.
Obuhvaća pet jezika kojim govori preko 141.000 ljudi. Predstavnici su: cineni [cie] (3,000; 1998); dghwede [dgh] (30.000; 1980 UBS); glavda [glw] (31,300); guduf-gava [gdf] (55.900; 2000); gvoko [ngs] (21.000).

## Vanjske poveznice
- Ethnologue (14th)
- Ethnologue (15th)